# Riverboat Gamblers
Riverboat Gamblers — американская панк-рок-группа родом из Дентона, штат Техас, образованная в 1997 году, в настоящее время проживающая в Остине, штат Техас.

## История

### Становление и первые годы (1997—2000)
В 1997 году Фади Эль-Асад («Фредди Кастро») (соло-гитара) и Патрик Лиллард («Паук Стюарт») (бас) вместе с Майком Вибе («Rookie Sensation») (вокал) сформировали The Riverboat Gamblers. Первоначальное намерение Лилларда состояло в том, чтобы подражать рокерам из Вирджинии The Candy Snatchers, в отличие от популярной эмо-музыки того времени. Riverboat Gamblers начали свою карьеру с домашних шоу в Дентоне и районе Далласа/Форт-Уэрта.

### Прорыв и первые релизы (2001—2004)
С гитаристом Фади Эль-Асадом, написавшим большую часть музыки, и вокалистом Майком Вибе, отвечающим за лирику, The Riverboat Gamblers выпустили свой дебютный одноимённый альбом в сентябре 2001 года на Vile Beat Records, продюсером которого выступил техасский панк-рокер Тим Керр. Они вырвались из сцены колледжа Дентона одновременно с выпуском самостоятельно выпущенного 7-дюймового сингла «Jenna (Is A No Show)». 2003 South by Southwest (SXSW) музыкальный фестиваль в Остине, штат Техас, но в конечном итоге группа подписала контракт с независимым лейблом Gearhead Records. На этом лейбле The Riverboat Gamblers выпустили альбом Something to Crow About в июне, который также был спродюсирован Тимом Керром. С альбома снят видеоклип на трек «What’s What». После тёплого приёма их второго альбома и хорошо принятого европейского турне они переехали из Дентона, штат Техас, в Остин, штат Техас.
Их третий альбом Backsides был выпущен в сентябре 2004 года на лейблах Beatville и Vile Beat Records. Причиной их ухода с Gearhead Records стал плотный гастрольный график.

### Смена лейбла и успех (2005—2008)
The Riverboat Gamblers гастролировали с Flogging Molly в начале 2005 года. В апреле 2005 года группа подписала контракт с Volcom Entertainment и выступила в Warped Tour 2005. Затем группа отправилась в тур с Rollins Band и X летом 2006. Осенью того же года они также гастролировали с Dead To Me и Джоан Джетт.
Четвёртый и самый успешный альбом группы To the Confusion of Our Enemies был выпущен в апреле 2006 года на Volcom Entertainment. Люк Эбби из Gorilla Biscuits официально присоединился к группе в феврале 2007 года после того, как несколько недель назад помогал с живыми выступлениями.

### Underneath the Owl и велоавария Макдугалла (2009—2010)
Underneath the Owl, пятый студийный альбом Riverboat Gamblers, был выпущен 10 марта 2009 года. В июне 2009 года группа исполнила кавер на песню Prince «Let’s Go Crazy» для трибьют-альбома SPIN Purple Rain под названием «Purplish Rain». Следующим летом они поддержали Rise Against вместе с Rancid в турне Appeal To Reason.
Ночью 17 октября 2009 года Макдугалл был сбит грузовиком, когда ехал домой на велосипеде. Он получил серьёзные травмы, но вовремя выздоровел, чтобы группа выступила на Warped Tour 2010.
В марте 2010 года вышел клип на сингл «Robots May Break Your Heart». В июне группа провела конкурс ремиксов на предыдущий сингл, записала четыре трека для сессии Daytrotter, доступных для бесплатной загрузки, и выпустила собственное приложение для iPhone.
Незадолго до осени группа поддержала Pennywise в их турне по Канаде в течение сентября. Позже в том же году они сделали кавер на песню Bad Religion «Heaven Is Falling» для альбома «Germs of Perfection: A Tribute to Bad Religion». «Бесплатный микстейп» был выпущен 19 октября 2010 года на сайте SPIN.

### Второй лейбл и The Wolf You Feed (2011—2013)
В марте 2011 года The Riverboat Gamblers были представлены в треке Broken Gold стороннего проекта Макдугалла и Лилларда «Ambulance Faces».
Летом 2011 года группа возглавила общенациональный тур по США с Dead To Me и Off With Their Heads и выпустила трёхсторонний сплит, который был доступен только для тех, кто присутствовал. В июле было объявлено, что группа подписала контракт с Paper + Plastick Records и выпустит свой EP «Smash/Grab» вместе с бесплатной песней «The Ol' Smash and Grab». После тура они вернулись в студию, чтобы закончить свой шестой студийный альбом. В ноябре 2011 года был выпущен видеоклип «The Ol' Smash and Grab».
Группа поддержала Social Distortion в определённые дни в начале мая 2012 года. The Wolf You Feed, их последний студийный альбом, был выпущен 22 мая 2012 года. В поддержку альбома, Riverboat Gamblers и Cobra Skulls продолжили «Wolf & Snakes Tour» в течение всего октября 2012 года. В том же месяце они выпустили видеоклип на свою песню «Eviction Notice» из альбома.
Музыкальные клипы на синглы «Good Veins», «Comedians» и «Blue Ghosts» были выпущены в апреле и июне 2013 года. В августе 2013 года на сингл «Heart Conditions» был выпущен видеоклип, который стал продолжением «Blue Ghosts».

### Травма Вибе и Massive Fraud (2014—2020)
Последним синглом с «The Wolf You Feed» была «Gallows Bird», видеоклип на которую был выпущен в июне 2014 года. В октябре 2014 года Riverboat Gamblers анонсировали свой сингл «Dead Roach», который был выпущен вместе с их B-сайдом кавер на песню «Sound On Sound» группы The Big Boys. Он был записан со Стюартом Сайксом в Big Orange в Техасе и стал первым из трёх синглов, выпущенных с End Sounds. «Sound on Sound» изначально появился на сборнике двадцати групп под названием «Influence: A Tribute to Big Boys», выпущенном канадским лейблом Stiff Hombre Records в июне 2014 года.
Группа выступала на разогреве у Rocket From The Crypt в ноябре 2014 года и у Bad Religion в апреле 2015 года.
Премьера их кавера на песню The Soft Boys «I Wanna Destroy You» состоялась 16 ноября 2015 года. Он был выпущен как сторона B к их синглу «Time To Let Her Go».
18 марта 2016 года во время выступления на SXSW у Вибе случился коллапс лёгкого и сломаны рёбра после неудачного «падения доверия». Группа продолжила шоу и отменила дальнейшие выступления, пока Вибе не выздоровел в больнице.
В следующем апреле группа объявила, что их последний сингл «Massive Fraud» будет выпущен 24 июня 2016 года в качестве последней части их серии синглов на End Sounds вместе с кавером на стороне B на песню The Dicks «Hate the Police».
В анонсе Warped Tour 2017 говорится, что Riverboat Gamblers появятся на двух концертах в июле 2017 года на сцене Skullcandy Stage.

#### Травма Эль-Асада и панк-рок-боулинг (с 2020 г. по настоящее время)
Группа регулярно выступает на музыкальном фестивале Punk Rock Bowling в Лас-Вегасе с 2005 года. На их шоу Punk Rock Bowling 2021 года 26 сентября Фади Эль-Асад получил серьёзный разрыв ахиллова сухожилия. На следующий день он вылетел домой для посещения врача и последующих операций по исправлению травмы. В этом году Riverboat Gamblers смогли отыграть последнее шоу с Эль-Асадом на музыкальном фестивале Punk in the Park в округе Ориндж, Калифорния. Вместо живых выступлений в оставшуюся часть года и в начале следующего года группа вместо этого сосредоточилась на написании нового материала для предстоящих релизов во время выздоровления Эль-Асада.

### Другие появления
Группа была представлена как группа на панк-шоу в фильме Ричарда Линклейтера 2016 года «Все хотят немного».
Они также появлялись в саундтреках к видеоиграм Tony Hawk's American Wasteland («Hey! Hey! Hey!»), Madden NFL 07 («On Again Off Again»), Skate 2 («Uh! Oh!»), Rock Band 3. («Don’t Bury Me… I’m Still Not Dead»), FlatOut: Ultimate Carnage, ATV Offroad Fury 4 («True Crime») и Need for Speed: Most Wanted («Blue Ghosts»).

## Участники группы
- Фади Эль-Асад — соло-гитара
- Майк Вибе — вокал
- Ян Макдугалл — гитара
- Роб Марчант — бас
- Сэм Кейр — барабаны

## Дискография
- The Riverboat Gamblers (2001)
- Something to Crow About (2003)
- Backsides (2004)
- To the Confusion of Our Enemies (2006)
- Underneath the Owl (2009)
- The Wolf You Feed (2012)

## Дополнительные ссылки
- Review on Underneath the owl, Punk76.com, 2009